# قارا قارایف
قارا ابوالفضل اوغلو قارایف (به ترکی آذربایجانی: Qara Əbülfəz oğlu Qarayev) (به روسی: Кара Абульфазович Караев، آوانگاری: کارا ابوالفضلویچ کارایف) (۵ فوریه ۱۹۱۸، باکو – ۱۳ مه ۱۹۸۲، مسکو) آهنگساز شوروی-آذربایجانی بود. قارایف هم‌زمان در دو رشته در کنسرواتوار موسیقی باکو پذیرفته شد. او پیانو را از پروفسور گئورگی شارویف و تئوری آهنگسازی را از پروفسور لئونید رادولف فرا گرفت. سپس در سال ۱۹۳۸ تا ۱۹۴۶ به کنسرواتوار دولتی مسکو رفت که در آنجا بیشتر وقتش را با دیمیتری شوستاکویچ گذراند. در سال ۱۹۴۵ هنگامی که هنوز در حال تحصیل در کنسرواتوار دولتی مسکو بود، وی به همراه جودت حاجی‌یف برندهٔ جایزهٔ استالین برای اپرای وطن شد. قارایف در ۳۰ سالگی دوباره جایزه استالین را برای پوئم سمفونیک لیلی و مجنون خود که بر پایهٔ اشعار نظامی نوشته‌شده بود، بدست آورد. یک فیلم مستند در مورد زندگی وی در سال ۱۹۷۰ به کارگردانی اوقتای میرقاضیموف ساخته شده‌است.

## زندگی نامه
قارا قارایف در ۵ ماه فوریه سال ۱۹۱۸ میلادی در شهر باکو در خانوادهٔ پزشک متخصص اطفال «ابوالفضل قارایف» و «سنا اسکندرقیزی» چشم به دنیا گشوده‌است. پدرش اصالتاً اهل روستای «فاطمایی» باکو و پدر مادرش «اسکندر بیگ» از دودمان معروف شهر «شاماخی» بودند. وی در سال ۱۹۳۰ در کنسرواتوار دولتی آذربایجان پذیرفته شده‌است. از سال ۱۹۳۰ میلادی در کلاس آموزش پیانو «جورجی شارویف» و از سال ۱۹۳۵ میلادی نیز در کنسرواتوار دولتی آذربایجان در رشته‌های آهنگسازی (معلمش لئوپولد رودلف بوده‌است) و مبانی موسیقی سنتی آذربایجانی (معلمش عُذیر حاجی بیگف بوده‌است) به تحصیل پرداخته‌است.
از سال ۱۹۳۷ در اتحادیهٔ آهنگسازان آذربایجان عضو شده‌است. از سال ۱۹۳۸ الی ۱۹۴۰ در کنسرواتوار مسکو به نام «پ.ای. چایکوویسکی» دانشجوی کلاس آهنگسازی (نام معلمش «آ.ن. آلکساندروف») بوده و در سال ۱۹۴۱ به باکو بازگشته و سمت مدیر هنری فیلارمونیک دولتی آذربایجان به نام «مسلم ماگومایف» را بر عهده گرفته‌است.
وی در سال ۱۹۴۴ به پست معاون رئیس هیئت مدیره اتحادیه آهنگسازان آذربایجان منصوب گشته‌است. وی بین سال های۱۹۴۴–۱۹۴۶ مجدداً در کنسرواتوار دولتی مسکو به تحصیل پرداخته‌است. در این دوره از تحصیلشان معلم ایشان «دمیتری شوستاکوویچ» بوده‌است.

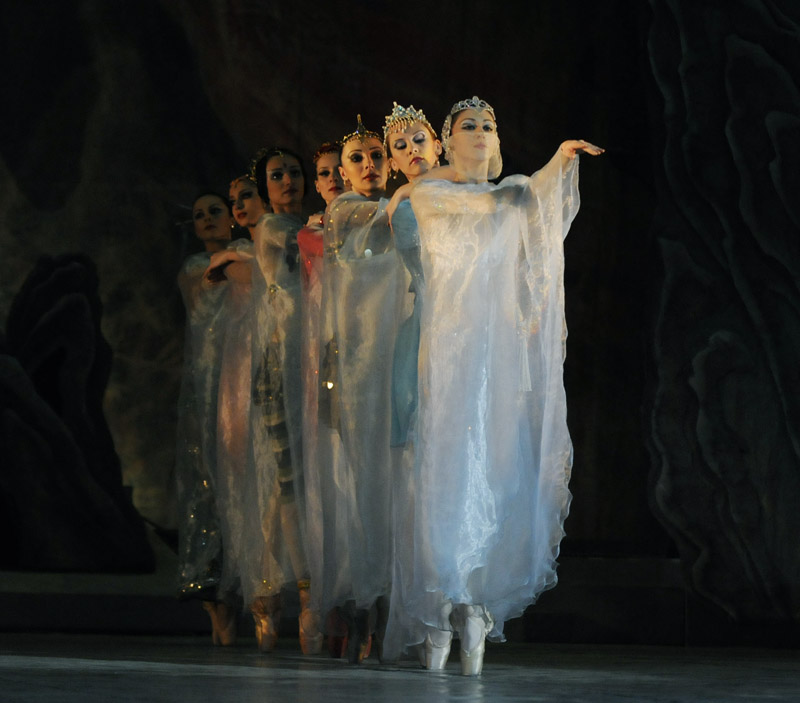
قطعه‌ای از باله «هفت پیکر»

قارا قارایف در سال ۱۹۴۶ به عنوان معلم در کلاس آهنگسازی در کنسرواتوار دولتی آذربایجان شروع به کار نموده، در همان سال بخاطر اپرای «وطن» که همراه با «جودت حاجی اف» سروده بود، برندهٔ جایزهٔ دولتی شوروی شده، در اتحادیهٔ آهنگسازان شوروی به عضویت درآمده و جایزهٔ «برای شجاعت در کار» را ازان خود نموده‌است.
وی در سال ۱۹۴۸ به عضویت در هیئت مدیرهٔ اتحادیهٔ آهنگسازان شوروی پذیرفته و برندهٔ جایزهٔ دولتی برای پوئم سمفونیک «لیلی و مجنون» شد. قارا قارایف در طول همان سال دانشیار کنسرواتوار دولتی آذربایجان و رئیس قسمت موسیقی دانشکدهٔ معماری و هنر آکادمی علوم آذربایجان شده‌است. وی بین سال‌های ۱۹۴۹–۱۹۵۳ رئیس کنسرواتوار دولتی آذربایجان بوده‌است. در سال ۱۹۵۰ عضو کمیتهٔ دولتی اعطای جوایز شوروی تحت شورای وزیران اتحادیه جماهیر شوروی تعیین شده، در سال ۱۹۵۲ فرمان مدیرت اتحادیهٔ آهنگسازان آذربایجان را به دست گرفته‌است.
اولین نمایش بالهٔ «هفت پیکر» که براساس منظومه هفت پیکر نظامی ساخته بود، در سال ۱۹۵۳ برگزار شده‌است. وی از سال ۱۹۵۴ تا ۱۹۸۲ عضو کمیتهٔ جوایز «لِنین» و دولتی شوروی بوده‌است. در سال‌های ۱۹۵۵ و ۱۹۵۸ به ترتیب برندهٔ اسامی «چهره ماندگار در عرضه هنر» و «هنرمند مردمی» گشته‌است.
وی بین سالهای ۱۹۵۶–۱۹۷۳ نخست معاون اتحادیه آهنگسازان آذربایجان بوده، در سال ۱۹۵۷ به عضویت در اتحاد کارمانان فیلم‌ساز اتحادیهٔ جماهیر سوسیالیستی شوروی درآمده، برندهٔ جایزه اولین جشنوارهٔ سرتاسری اتحادیه افلام شوروی اتحادیهٔ جماهیر سوسیالیستی شوروی برای موسیقی فیلم «دو پسر در یک محله» شده و تا سال ۱۹۶۲ عضو اتحادیه آهنگسازان شوروی بوده‌است. در میان سال‌های ۱۹۵۵–۱۹۷۶ نمایندهٔ هفتمین و نهمین مجلس عالی شوروی بوده‌است.
قارا قارایف در سال ۱۹۵۹ نام «هنرمند مردمی» را مال خود نموده و پروفسور کرسی آهنگسازی کنسرواتوار دولتی آذربایجان شده‌است.
وی در سال‌های مختلفی جهت شرکت در جشنواره‌ها و رویدادهای متنوع با هیئت‌های مسوقی زیادی به کشورهایی همچون آمریکا، اسپانیا، مصر، ژاپن، آلمان، ترکیه و غیره مسافرت نموده‌است.
وی در ۱۳ ماه می سال ۱۹۸۲ میلادی در شهر مسکو زندگی را بدرود گفته و در باکو دفن شده‌است.

## آثار
بیش از ۱۱۰ قطعه موسیقی باله، سمفونیک، تکنوازی پیانو و … از وی به جا مانده‌است.